# Kozace, Bârzula
Kozace (în ucraineană Козаче) este un sat în comuna Ananiev din raionul Bârzula, regiunea Odesa, Ucraina.

## Demografie
Componența lingvistică a localității Kozace
     Ucraineană (95,24%)
     Română (2,38%)
Conform recensământului din 2001, majoritatea populației localității Kozace era vorbitoare de ucraineană (95,24%), existând în minoritate și vorbitori de română (2,38%).